# Anna Greve
Anna Greve (* 1. Oktober 1973 in Bad Oldesloe als Anna Brauer) ist eine deutsche Kunsthistorikerin.

## Leben
Anna Greve ging zunächst in Flensburg und Hamburg zur Schule und verbrachte die Jahre von 1981 bis 1991 in Cali in Kolumbien. Nach ihrer Rückkehr nach Deutschland setzte sie ihre Ausbildung in Hamburg fort und machte 1993 am Walddörfer-Gymnasium in Hamburg-Volksdorf Abitur. Anschließend nahm sie das Studium der Kunstgeschichte und Politikwissenschaft an der Universität Osnabrück auf (1993–1998). Ihre von Jutta Held betreute Dissertation „Die Konstruktion Amerikas. Bilderpolitik in den Grands Voyages aus der Werkstatt de Bry“ begann sie als Stipendiatin der Universität Osnabrück, bevor sie Stipendiatin des von Renate Schlesier und Gisela Ecker geleiteten DFG-Graduiertenkollegs „Reiseliteratur und Kulturanthropologie“ an der Universität Paderborn wurde (1999–2002). 
Nach der Promotion absolvierte sie ein Volontariat bei den Staatlichen Kunstsammlungen Dresden (2003–2005) und kuratierte zusammen mit Gilbert Lupfer und Peter Plaßmeyer die Ausstellung „Der Blick auf Dresden. Die Frauenkirche und das Werden der Dresdner Stadtsilhouette“. Danach war sie bis 2007 wissenschaftliche Mitarbeiterin im Mathematisch-Physikalischen Salon und der Galerie Neue Meister in Dresden. 
Darauf wechselte sie an das Karlsruher Institut für Technologie (KIT), wo sie die von Norbert Schneider und Monica Juneja betreute Schrift „Farbe – Macht – Körper. Kritische Weißseinsforschung in der europäischen Kunstgeschichte“ verfasste und 2012 habilitiert wurde. In dieser Zeit war sie assoziiertes Mitglied des DFG-Graduiertenkollegs „Bild – Körper – Medium. Eine anthropologische Perspektive“ an der Hochschule für Künste in Karlsruhe unter der Leitung von Hans Belting und Beat Wyss. 
2012 wurde sie Museumsreferentin beim Senator für Kultur der Freien Hansestadt Bremen. 2016–2020 war sie dort Leiterin des Referats Museen, Staatsarchiv, Landesarchäologie, Landesamt für Denkmalpflege, Obere Denkmalschutzbehörde, Kulturgutschutz. Seit November 2020 ist sie Direktorin des Focke-Museums, dem Bremer Landesmuseum für Kunst und Kulturgeschichte. Zudem ist sie Honorarprofessorin an der Universität Bremen.
Anna Greve hat einen 2004 geborenen Sohn.

## Schriften (Auswahl)
- Rassismuskritisches Kuratieren. V & R unipress, Göttingen 2024, ISBN 978-3-8471-1720-9
- Augen auf! Kolonialismus und seine Folgen in Bremen / Open your Eys! Colonialism and its consequences in Bremen. Schünemann, Bremen 2022, ISBN 978-3-7961-1128-0.
- Koloniales Erbe in Museen. Kritische Weißseinsforschung in der praktischen Museumsarbeit. transcript, Bielefeld 2019, ISBN 978-3-8376-4931-4.
- Weißsein und Kunst. Neue postkoloniale Analysen. V & R unipress, Göttingen 2015, ISBN 978-3-8471-0526-8.
- Farbe – Macht – Körper. Kritische Weißseinsforschung in der europäischen Kunstgeschichte. KIT Scientific Publishing, Karlsruhe 2013, ISBN 978-3-7315-0089-6 (zugleich Habilitationsschrift, Karlsruher Institut für Technologie 2012; online).
- Museum und Politik – Allianzen und Konflikte. V & R unipress, Göttingen 2011, ISBN 978-3-89971-859-1.
- Die Konstruktion Amerikas. Bilderpolitik in den "Grands Voyages" aus der Werkstatt de Bry. Böhlau Verlag, Köln 2004, ISBN 3-412-14903-9 (zugleich Dissertation, Universität Osnabrück 2002).
- mit Gilbert Lupfer und Peter Plaßmeyer: Der Blick auf Dresden. Die Frauenkirche und das Werden der Dresdner Stadtsilhouette. Deutscher Kunstverlag, Berlin 2005, ISBN 3-422-06576-8.
- Der Nationalsozialismus als europäische Vergangenheit. Ein Vergleich der Ausstellungen "Die  Axt hat geblüht" (1987) und "Kunst und Macht" (1996). (zugleich Magisterarbeit, Universität Osnabrück 1998). Tectum Verlag, Marburg 2004, ISBN 3-8288-8616-7.